# Stills Alone
Stills Alone är ett album av Stephen Stills från 1991. Som namnet antyder spelar Stills ensam på albumet, vilket endast innehåller akustisk gitarr och sång.

## Låtlista
1. "Isn't It So" (Stephen Stills) - 3:08
2. "Everybody's Talkin'" (Fred Neil) - 3:19
3. "Just Isn't Like You" (Stephen Stills) - 2:27
4. "In My Life" (John Lennon/Paul McCartney) - 2:32
5. "The Ballad of Hollis Brown" (Bob Dylan) - 4:12
6. "Singin' Call" (Stephen Stills) - 2:50
7. "The Right Girl" (Tom Pogue/Stephen Stills) - 3:19
8. "Blind Fiddler Medley" (trad./Stephen Stills/Hopkins) - 5:35
  - "The Blind Fiddler"
  - "Do for the Others"
  - "Know You Go"
9. "Amazonia" (Stephen Stills) - 3:26
10. "Treetop Flyer" (Stephen Stills) - 4:54